# Aparallactus capensis
Aparallactus capensis – gatunek jadowitego węża z podrodziny aparalakt (Aparallactinae) w rodzinie gleboryjcowatych (Atractaspididae).
Obecnie wyróżnia się trzy podgatunki tego węża:
- Aparallactus capensis bocagii Boulenger, 1895
- Aparallactus capensis capensis A. Smith, 1849
- Aparallactus capensis punctatolineatus Boulenger, 1895

Osobniki tego gatunku osiągają rozmiary od 25 do 35 centymetrów. Najdłuższa zanotowana samica mierzyła 32,4 centymetra, samiec 27 centymetrów. Ciało w kolorze od brązowo-czerwonego do szarego. Głowa w kolorze brązowym z czarną plamą. Brzuch jest koloru białego-szarego lub kremowego.
Samica w lecie składa 2 do 4 wydłużonych jaj o wymiarach 32 mm długości, 4 do 5 mm szerokości. Młode węże po wykluciu się mierzą od 9 do 12 centymetrów.
Większość swojego życia węże te spędzają pod ziemią w tunelach, starych termitierach, pod kamieniami i skałami. Podstawą ich wyżywienia są pareczniki, na które polują, używając swojego jadu. Jad tych węży jest dla ludzi kompletnie nieszkodliwy.
Występują w południowej połowie Afryki – w Południowej Afryce, Eswatini, Botswanie, Zimbabwe, Mozambiku, południowej i wschodniej Demokratycznej Republice Konga, Tanzanii, Malawi, Zambii, Angoli i Namibii.